# Metopidiothrix werneri
Metopidiothrix werneri är en mångfotingart som beskrevs av Shear 2002. Metopidiothrix werneri ingår i släktet Metopidiothrix och familjen Metopidiotrichidae. Inga underarter finns listade i Catalogue of Life.